# SimCity Societies: Destinations
SimCity Societies: Destinations (SimCity Sociedades: Destinos (em português)) é o único pacote de expansão para o jogo de construção de cidades de 2007 SimCity Societies. O jogo foi lançado na América do Norte em 23 de junho de 2008. Esta expansão tem como foco o turismo e férias, adicionando novas possibilidades e estruturas ao jogo principal.

## Recursos
O foco principal do SimCity Sociedades: Destinos é o turismo, incluindo novos recursos que permitem aos jogadores construir destinos de turismo. Dentre os destinos que podem ser criados pelo jogador incluem resorts de ski, resorts de praias, cassinos e parques temáticos. Viagens aéreas e navais também foram introduzidas ao jogo, assim como o gerador de mapas foi aprimorado.
A Electronic Arts anunciou o jogo em 21 de fevereiro de 2008 e lançou as seguintes informações:
"De parques naturais intocados com trilhas e acampamentos de resorts de praia tropical com esportes aquáticos e restaurantes, das feiras do conselho humilde com os passeios do feno, alastrando para parques temáticos modernos, com todos os sinos e assobios, você vai construir uma cidade inteira com base na atração de visitantes, e mantê-los entretidos e satisfeitos. Transforme sua cidade romântica em um resort de praia tropical, sua cidade autoritária em uma república das bananas, ou sua cidade meditativa em um centro espiritual para os ricos e famosos. Crie atrações que são de classe alta ou baixa. Novos recursos! Mais de 100 novos prédios com novas habilidades, incluindo resorts cinco estrelas, praias e locais dos destroços de OVNIs. Mais de 35 novos Sims especiais com novos comportamentos, incluindo aqueles que viajam para negócios. Nova funcionalidade do turismo. Funcionalidades expandidas de trânsito, incluindo viagens aéreas e aquáticas."